# Raquel Villar
Raquel Villar (Rio de Janeiro, 15 de setembro de 1987) é uma atriz brasileira.

## Biografia
Nascida na Zona Norte do Rio de Janeiro, começou a fazer teatro ainda criança na igreja.
Na adolescência foi estudar com a Cia de Teatro Contemporânea no Teatro Glaucio Gil. Nos anos seguintes estudou em diferentes escolas como, Laura Alvin, CAL, entre outros diferentes grupos de teatro e cinema, no Brasil e na Europa.
Estreou na TV no canal Globo em 2007, na novela Duas Caras, no ano seguinte fez parte do elenco de Cama de Gato no papel de Glória, filha de Rose (Camila Pitanga) e Tião (Ailton Graça). Depois participou de diversas outras novelas da mesma emissora.
No teatro, faz parte do grupo Aquela Cia com a peça Cara de Cavalo. Em 2019 fez parte do Grupo Fôlegos, com a peça Prova de Amor, sobre censura e autoritarismo.
No mesmo ano, Raquel assinou com a Prime Video para fazer a personagem Jasmin, na série Dom.

## Carreira no Exterior
Raquel Villar vive desde 2014 em Berlim, onde integrou o elenco do teatro Ballhaus Naunynstraße. Em 2018 entrou para o grupo de Teatro independente OfW (Ohne festen Wohnsitz), um dos seus últimos trabalho com o grupo, a peça Opdakh, foi premiada pela BfDt e destaque na mídia local.
No cinema participou de diversos curtas, os dois últimos foram filmados na Áustria, Sally Ride foi rodado em Salzburgo e Cycles em Mödling.
Em 2021 participou do festival dos Dias Internacionais de Schiller, para o Teatro Nacional de Mannheim, NTM Nationaltheater Mannheim, com a peça/filme Fear 4 Vier, uma co-produção hfs_ultras, que dessa vez por causa da pandemia teve que ser readaptado para o formato online.
Também no formato online, junto com Ricardo Kosovski, Raquel fez parte da Mostra digital - Aquela Cia. 15+1, com o experimento audiovisual Cara de Cavalo, parte 1 "Trilogia da Cidade".

## Filmografia

### Teatro
| Ano       | Título                                 | Direção                          | Teatro                                                                |
| --------- | -------------------------------------- | -------------------------------- | --------------------------------------------------------------------- |
| 2021      | Fear 4 Vier                            | Carolina Cesconetto              | Teatro Nacional Mannheim, Internationalen Schillertage                |
| 2021      | Cara de Cavalo                         | Marco André Nunes                | Mostra digital Aquela Cia. 15+1                                       |
| 2019      | Prova de Amor                          | Pedro Kosovski                   | SESC Copacabana                                                       |
| 2018      | Opdakh                                 | Philipp Urritia                  | Ehemaliges Jüdisches Waisenhaus PankowPerforming Arts Festival Berlin |
| 2017      | At the Bottom                          | Philipp Urritia                  | Ostdeutsche Spritfabrik                                               |
| 2014      | Colored Woman in a White World         | Annabel Gueredrat                | Ballhaus Naunynstraße                                                 |
| 2014      | Decolonize Bodies! Minds! Perceptions! | Michael Götting e Janine Jembere | Ballhaus Naunynstraße                                                 |
| 2012-2014 | Cara de Cavalo                         | Marco André Nunes                | Espaço SESC CopacabanaGalpão GamboaEspaço Tom Jobim                   |

### Televisão
| Ano     | Título                       | Persongem                 | Notas                            |
| ------- | ---------------------------- | ------------------------- | -------------------------------- |
| 2024    | Cosme e Damião: Quase Santos | Rebecca                   |                                  |
| 2023    | How To Be a Carioca          | Renata                    |                                  |
| 2021–24 | Dom                          | Jasmin dos Santos         |                                  |
| 2013    | Amor à Vida                  | Inaiá Seixas              |                                  |
| 2012    | Gabriela                     | Durvalina (Ina)           |                                  |
| 2012    | As Brasileiras               | Camila                    | Episódio: "A Indomável do Ceará" |
| 2010    | Morando Sozinho              | Júlia (Julinha)           |                                  |
| 2010    | Araguaia                     | Esmeralda Simões          |                                  |
| 2009    | Cama de Gato                 | Glória Pereira dos Santos |                                  |
| 2007    | Duas Caras                   | Victória (Dóris)          |                                  |

### Cinema
| Ano  | Título                                         | Personaem           |
| ---- | ---------------------------------------------- | ------------------- |
| 2020 | Cycles                                         | Rachel              |
| 2020 | Deserto Estrangeiro                            | Menina desaparecida |
| 2019 | Eingang                                        | Nea                 |
| 2019 | Sally Ride                                     | Lucy                |
| 2018 | NIRGENDWO, VIELLEICHT AUCH HIER und WOCHENENDE | Marie               |
| 2018 | Mutti                                          | Cúmplice            |
| 2018 | Nascente (Headstream)                          | Sarah               |
| 2017 | Porcelain                                      | Clarice             |
| 2016 | Vor der Morgenröte                             | Convidada           |
| 2016 | Columpio                                       | Ela                 |
| 2011 | Billi Pig                                      | Lurdinha            |

## Prêmios e indicações
Em 2018 Raquel em conjunto com o grupo de teatro ganhou o prêmio BfDt em Berlim, pela peça Opdakh.
| Ano  | Premiação      | Categoria                                 | Trabalho | Resultado |
| ---- | -------------- | ----------------------------------------- | -------- | --------- |
| 2022 | Prêmio Platino | Melhor Interpretação Coadjuvante em Série | Dom      | Indicada  |
| 2023 | SEC Awards     | Melhor Atriz em Série Nacional            | Dom      | Pendente  |